# Transurbain
Transurbain est le réseau de transports collectifs sur le territoire de la communauté d'agglomération Évreux Portes de Normandie, en Normandie.
Il se compose de 10 (T) lignes urbaines régulières d'autobus, de six lignes de transport à la demande par taxi collectif et d'une navette desservant la salle Jean Fourré lors des soirs de match de l'ALM Évreux Basket.

## Histoire

Ancien logo Trans Urbain.

La Société des transports urbains d'Évreux (dénomination commerciale : Trans Urbain) a été créée le 18 décembre 1985 à l'initiative du Syndicat ébroïcien des transports urbains (SETU) et mandatée, sous l'impulsion de Patrick Levoyer (Maire Adjoint de la ville d'Evreux aux transports), dès le 1er janvier 1986 pour exploiter le réseau de transports collectifs de l'agglomération d'Évreux, sur un périmètre composé à l'époque de quatre communes : Arnières-sur-Iton, Évreux, Gravigny et Saint-Sébastien-de-Morsent. En 1991, la commune de Guichainville est desservie, puis Angerville-la-Campagne en 1992. La commune de Normanville rejoint le syndicat à son tour en 2000.
Dans les années 1990, le réseau s'est doté d'un système d'aide à l'exploitation et à l'information voyageurs, qui a reçu le prix de l'innovation, et d'un système de vidéosurveillance dans tous les bus qui ont reçu le SEM d'or de la Fédération nationale des sociétés d'économie mixte.
En 2000, la communauté d'agglomération Grand Évreux Agglomération (GEA), se substitue au Syndicat ébroïcien des transports urbains et reprend la gestion du réseau dans le cadre de ses compétences obligatoires. En 2002, Le service de taxi collectif "Taxi-bus" est créé afin de desservir les communes non desservies jusqu'alors.
Le 5 novembre 2009, le service Taxi-bus, jusqu'à présent réparti en zones, est transformé en quatre lignes « virtuelles » avec des horaires et des trajets prédéfinis afin d'effectuer des économies.
À l'automne 2010, la navette de centre-ville Ébroïbus est remplacée par une nouvelle ligne 11 créée entre le centre-ville et le nouvel hôpital Cambolle, tandis que la ligne 7 disparaît dans le cadre d'une refonte des lignes 3 et 6.
En 2012, le réseau adopte la billetterie régionale basée sur la carte Atoumod, et qui remplace l'ancien système basé sur des tickets papiers et des abonnements à coupons. Le 12 mars 2012, création de la ligne taxi-bus 70 entre Évreux, Parville et Caugé.
Le 3 février 2014, une ligne expérimentale est créée pour une durée d'un an entre Évreux et Aviron. Cette ligne reprend l'indice 7 et était fortement demandée par les habitants de la commune.
Le réseau urbain a été restructuré le 31 août 2015 autour de neuf lignes urbaines régulières (T1 à T9) dont deux lignes structurantes (T1 et T2), une navette de centre-ville (T9) et un réseau dominical réduit à quatre des neuf lignes. Les trajets sont simplifiés afin de réduire le nombre de branches et certaines lignes sont diamétralisées, c'est-à-dire qu'elle n'effectuent plus leur terminus en centre-ville.
En 2017, Grand Évreux Agglomération laisse place à Évreux Portes de Normandie qui devient la nouvelle autorité organisatrice.

### Transurbain de la livrée

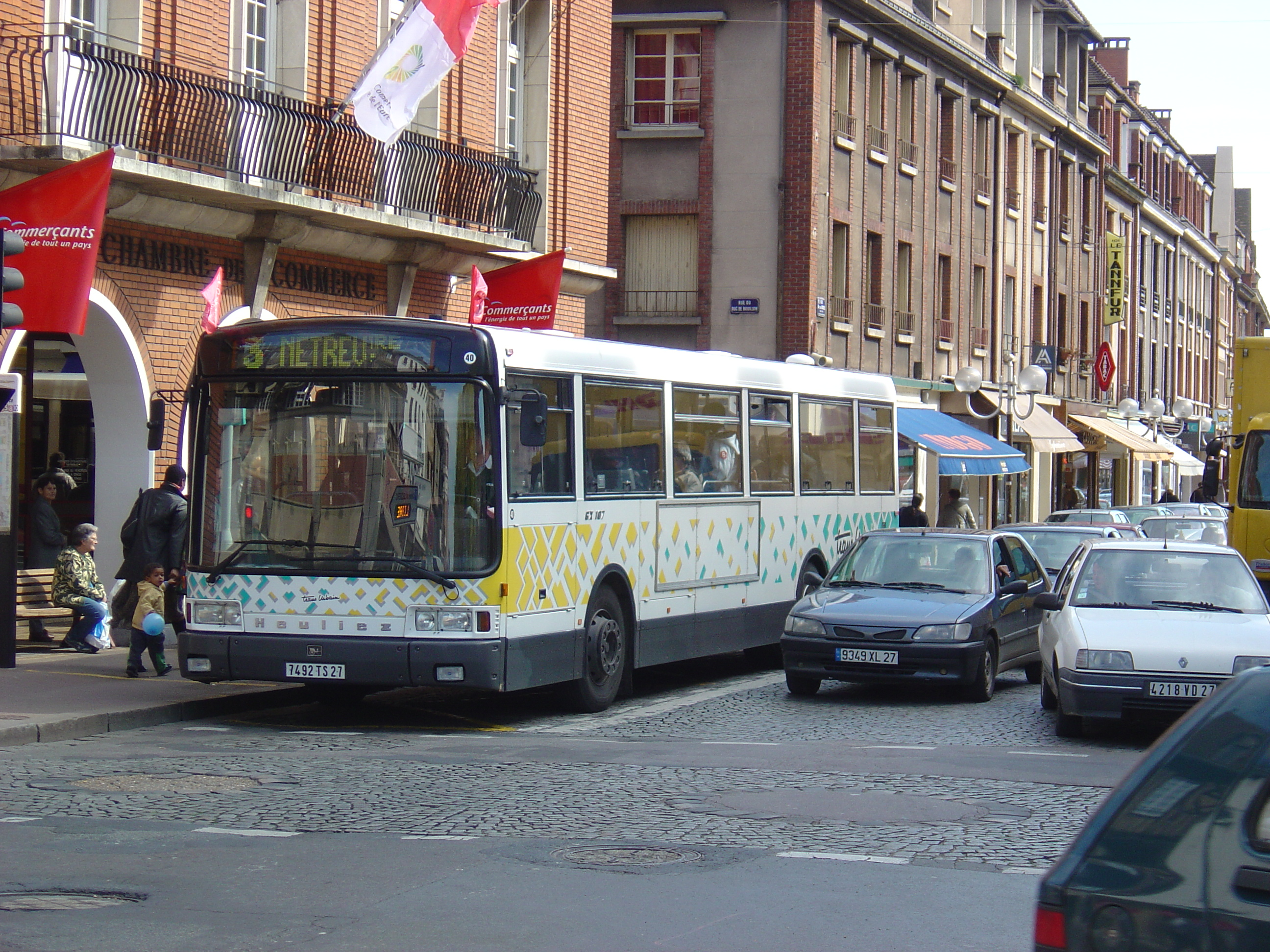
Première livrée Trans Urbain, sur un Heuliez GX 107 (réformé)
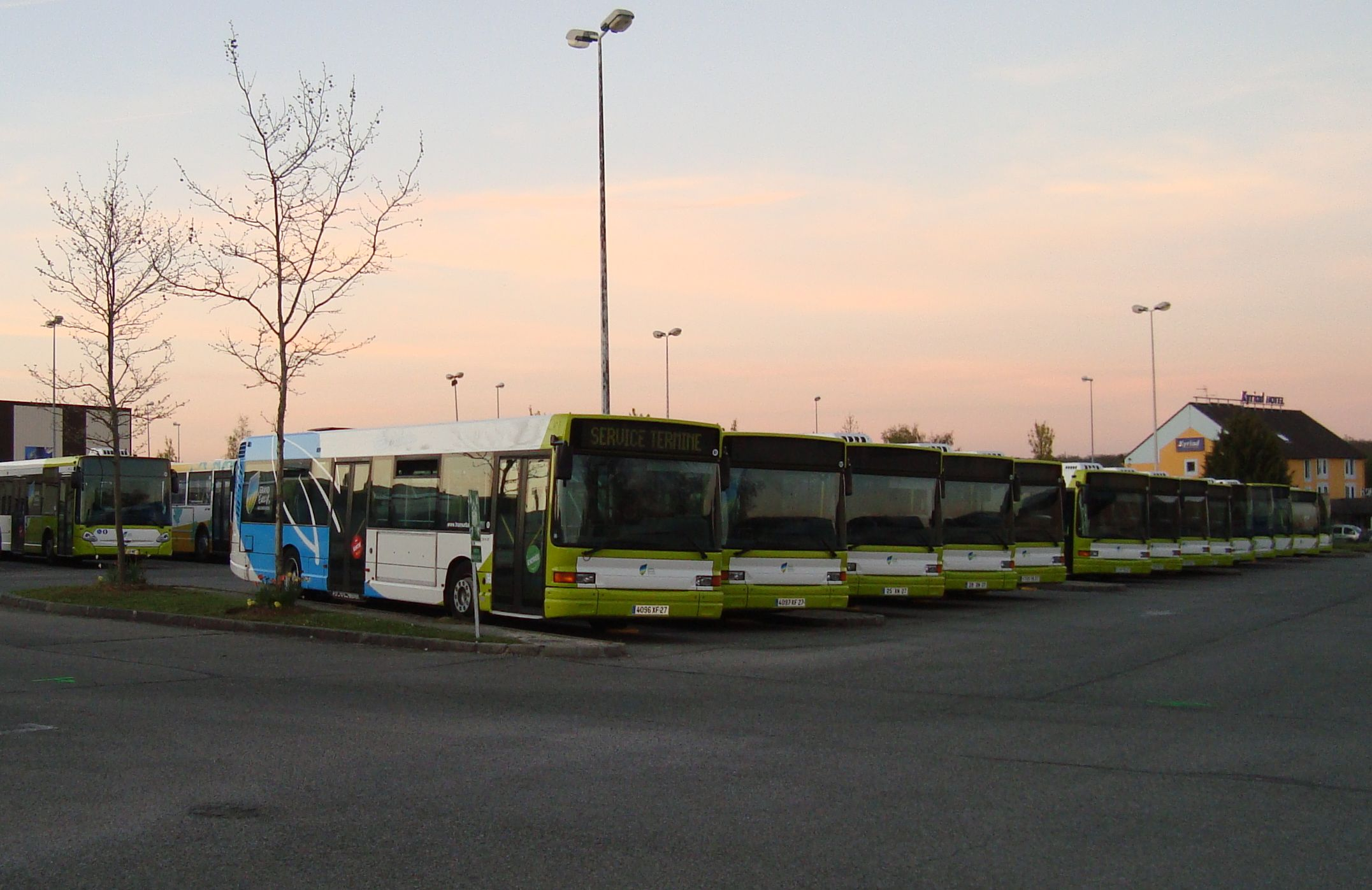
Livrée actuelle, sur des Heuliez GX 317.
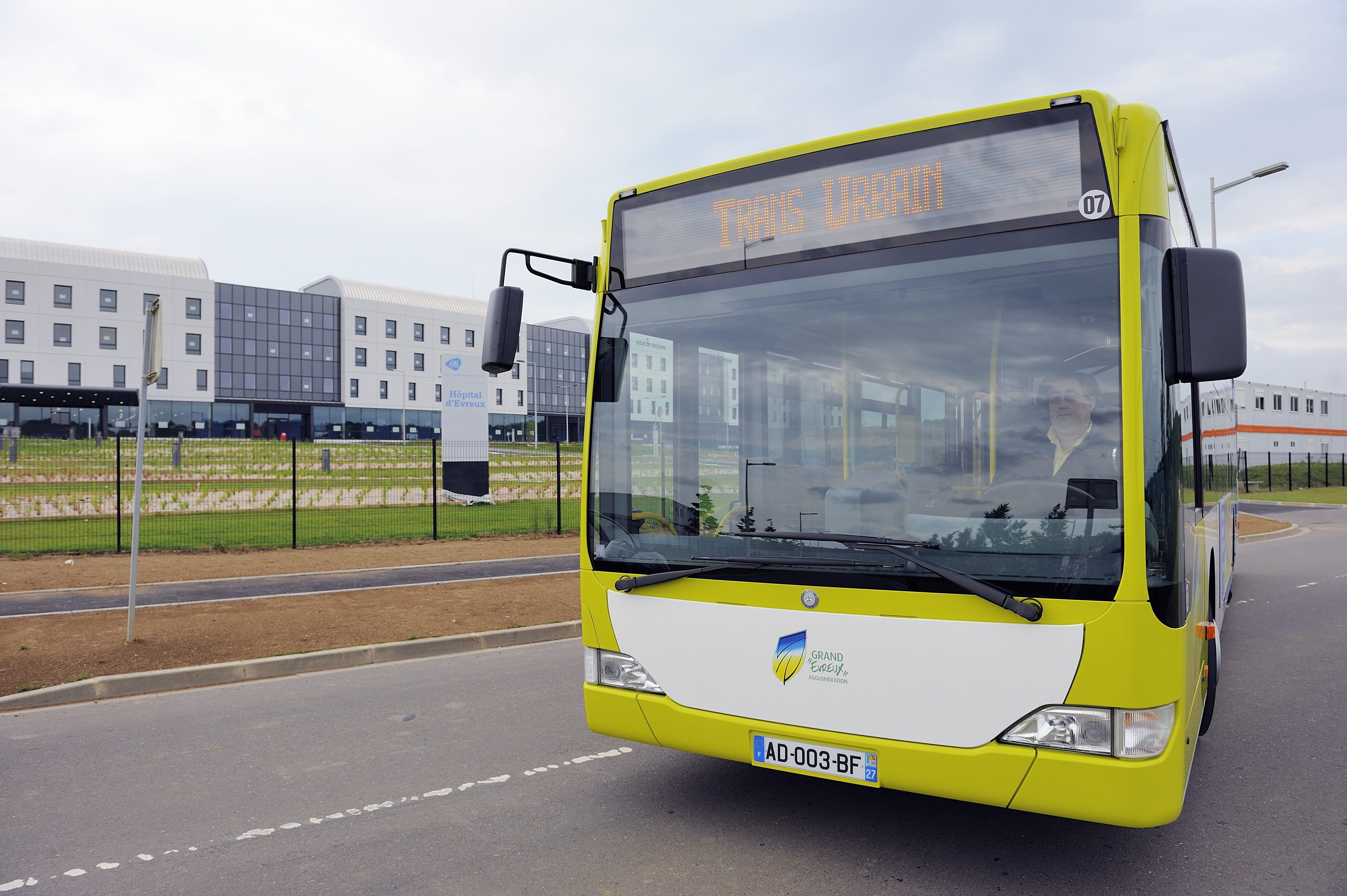
Mercedes-Benz Citari C1

## Données clé
- Statut juridique : Société publique locale (90% Évreux Portes de Normandie et 10% Ville d’Évreux)
- Capital de la Société des transports urbains d'Évreux : 200 000 €
- Effectifs : 120 salariés
- Fréquentation : 5 231 530 voyageur
- km parcourus : 1,792 millions de km parcourus
- Boutique :19 Point de vente plus 1 boutique transurbain et une agence vélo
- Vitesse commerciale moyenne : 15,2 km/h

## Réseaux

### Ancien Réseau
L'ancien réseau Trans Urbain comprenait 11 lignes jusqu’à sa restructuration du 31 août 2015.
| Lignes | Parcours                                                                   |
| ------ | -------------------------------------------------------------------------- |
| 1      | Centre Ville Hôtel de Ville ↔ La Madeleine Kennedy (par rue Jean Moulin)   |
| 2      | Centre Ville Hôtel de Ville ↔ La Madeleine Kennedy (par rue Pierre Sémard) |
| 3      | Centre Ville Hôtel de Ville ↔ Nétreville la Censurière                     |
| 4      | Village de la Forêt ↔ Saint-Michel les Bosquets                            |
| 5      | Caër Nord ↔ Gravigny ↔ Arnières Le Moussel                                 |
| 6      | Centre Ville Hôtel de Ville ↔ Nétreville Kellerman / Bois des Communes     |
| 7      | Centre Ville Hôtel de Ville ↔ Aviron le Calvaire                           |
| 8      | Angerville Fumeçon ↔ Saint-Michel les Bosquets                             |
| 9      | Nétreville Friche de Nétreville ↔ Z.I n° 2 / Gare SNCF                     |
| 10     | Saint-Sébastien Les Jardins d'Alice ↔ Guichainville CCAS Bérou             |
| 11     | Pôle d’Échange SNCF ↔ CHI Cambolle                                         |

-Lignes du dimanche et jours fériés :
| Lignes | Parcours                                                                 |
| ------ | ------------------------------------------------------------------------ |
| A      | Centre Ville Hôtel de Ville ↔ La Madeleine Kennedy                       |
| B      | Nétreville Kellerman ↔ Saint-Michel Jean Rostand                         |
| C      | Cap Caër ↔ Gravigny ↔ Centre Ville ↔ C.H.I. Cambolle                     |
| D      | Saint-Sébastien Buisson Bois Verdier ↔ Centre Ville ↔ Arnières Doucerain |

### Nouveau Réseau de Bus

#### Les lignes
Dix lignes urbaines régulières (T1 à T10), dont deux lignes structurantes (T1 et T2) qui desservent 80 % de la population d'Évreux, sillonnent Évreux et 7 communes du périmètre d'Évreux Portes de Normandie de 6 h 0 à 20 h 30 par le biais de 330 points d'arrêt (dont 11 équipés de bornes Infos temps réel). Les dimanches et jours fériés, seules les lignes T1, T2, T3 et T5 circulent.
Lors des soirs de match de l'ALM Évreux Basket, des navettes sont mises en place et partent 10 minutes après la fin du match.
| Lignes | Parcours                                                       |
| ------ | -------------------------------------------------------------- |
| T1     | CH Eure-Seine ↔ Molière La Madeleine                           |
| T2     | Évreux Hôtel de Ville ↔ Censurière Nétreville                  |
| T3     | La Musse Saint-Sébastien ↔ Bérou Guichainville                 |
| T4     | Les Jardins d'Alice Saint-Sébastien ↔ Cocherel Nétreville      |
| T5     | Caër Nord ↔ Gravigny ↔ Arnières Le Moussel                     |
| T6     | Évreux Hôtel de Ville ↔ Becquerel ↔ Angerville Cidrerie        |
| T7     | Nétreville Pommiers ↔ Évreux Hôtel de Ville (Par la Madeleine) |
| T8     | Bruyères Village de la Forêt ↔ Nétreville Pommiers             |
| T9     | Navette circulaire du centre-ville « Le tour d'Évreux »        |
| T10    | Évreux Pôle d'Échanges SNCF ↔ Saint-Michel Jean Rostand        |

Les dimanches et fêtes, quelques modifications de trajet interviennent sur trois des quatre lignes circulant ces jours-là :
- T2 : Ne dessert pas Aviron et Bois des Communes ;
- T3 : Ne fonctionne qu'entre La Musse et la gare ;
- T5 : Ne dessert pas Caër Nord et Normanville.
- T9 : Gratuit le Mercredi et Samedi

Détail des Lignes :
| Ligne | Caractéristiques | Caractéristiques                                                                               | Caractéristiques                                                                               | Caractéristiques                                                                               | Caractéristiques                                                                                                 | Caractéristiques                                                                               | Caractéristiques                                                                               | Caractéristiques                                                                               | Caractéristiques                                                                               |
| T1    | CH EURE-SEINE ⥋ LA MADELEINE Molière | CH EURE-SEINE ⥋ LA MADELEINE Molière                                                           | CH EURE-SEINE ⥋ LA MADELEINE Molière                                                           | CH EURE-SEINE ⥋ LA MADELEINE Molière                                                           | CH EURE-SEINE ⥋ LA MADELEINE Molière                                                                             | CH EURE-SEINE ⥋ LA MADELEINE Molière                                                           | CH EURE-SEINE ⥋ LA MADELEINE Molière                                                           | CH EURE-SEINE ⥋ LA MADELEINE Molière                                                           | CH EURE-SEINE ⥋ LA MADELEINE Molière                                                           |
| ----- | --- | ---------------------------------------------------------------------------------------------- | ---------------------------------------------------------------------------------------------- | ---------------------------------------------------------------------------------------------- | --- | ---------------------------------------------------------------------------------------------- | ---------------------------------------------------------------------------------------------- | ---------------------------------------------------------------------------------------------- | ---------------------------------------------------------------------------------------------- |
| T1    | Ouverture / Fermeture 31 Août 2015 / — | Longueur ? km                                                                                  | Durée 28 min                                                                                   | Nb. d’arrêts 23                                                                                | Matériel Mercedes-Benz Citaro C2 , Heuliez GX327 , Heuliez GX317 , Heuliez GX437 , Mercedes-Benz Citaro Facelift | Jours de fonctionnement L, Ma, Me, J, V, S, D                                                  | Jour / Soir / Nuit / Fêtes O / O / N / O                                                       | Voy. / an —                                                                                    | Dépôt Évreux                                                                                   |
| T1    | Desserte : - Commune desservie : Évreux. - Arrêts desservis : Hôtel de Ville, Oursel, la Vierge, CH Eure-Seine, Valème, Maréchal Foch, Saint-Taurin, Archives, Verdun, la Harpe, Jardin Botanique, Pôle d'Echanges SNCF, Pierre Sémard, Friche du Buisson, Marnière Riga, Romain Rolland, Joliot Curie, Pascal, Kennedy, Voltaire, Rugby, Molière. |                                                                                                |                                                                                                |                                                                                                | |                                                                                                |                                                                                                |                                                                                                |                                                                                                |
| T1    | Autre : Fréquence d'un bus toutes les 15 minutes de 06h00 à 20h36. - Remarque : Création en septembre 2016 de la ligne T1b CENTRE VILLE - Hôtel de Ville ↔ LA MADELEINE - Molière (6 Allers Retours supplémentaires). - Remarques : Un bus toutes les 30 minutes sur la ligne T1 CH EURE-SEINE - LA MADELEINE et un bus toutes les 15 minutes sur la ligne T1b CENTRE VILLE - LA MADELEINE. |                                                                                                |                                                                                                |                                                                                                | |                                                                                                |                                                                                                |                                                                                                |                                                                                                |
| T1    | Dernière actualisation : — |                                                                                                |                                                                                                |                                                                                                | |                                                                                                |                                                                                                |                                                                                                |                                                                                                |
| T2    | CENTRE VILLE - Hôtel de Ville ⥋ NETREVILLE - Censurière | CENTRE VILLE - Hôtel de Ville ⥋ NETREVILLE - Censurière                                        | CENTRE VILLE - Hôtel de Ville ⥋ NETREVILLE - Censurière                                        | CENTRE VILLE - Hôtel de Ville ⥋ NETREVILLE - Censurière                                        | CENTRE VILLE - Hôtel de Ville ⥋ NETREVILLE - Censurière                                                          | CENTRE VILLE - Hôtel de Ville ⥋ NETREVILLE - Censurière                                        | CENTRE VILLE - Hôtel de Ville ⥋ NETREVILLE - Censurière                                        | CENTRE VILLE - Hôtel de Ville ⥋ NETREVILLE - Censurière                                        | CENTRE VILLE - Hôtel de Ville ⥋ NETREVILLE - Censurière                                        |
| T2    | Ouverture / Fermeture 31 Août 2015 / — | Longueur ? km                                                                                  | Durée 22 min                                                                                   | Nb. d’arrêts 22                                                                                | Matériel Mercedes-Benz Citaro C2 , Heuliez GX327 , Heuliez GX317 , Heuliez GX437 , Mercedes-Benz Citaro Facelift | Jours de fonctionnement L, Ma, Me, J, V, S, D                                                  | Jour / Soir / Nuit / Fêtes O / O / N / O                                                       | Voy. / an —                                                                                    | Dépôt Évreux                                                                                   |
| T2    | Desserte : - Commune desservie : Évreux. - Arrêts desservis : Hôtel de Ville, Oursel, Armand Mangle, la Harpe, Jardin Botanique, Pôle d'Echanges, Lycée Aristide Briand, Brossolette, bellevue, Vieux Logis, Hardencourt, Fauville, Pommiers, Peupliers, Jules Ferry, Henri Dunant, Carnot, Kellerman, Meuniers, Bois des Communes, Censurière . |                                                                                                |                                                                                                |                                                                                                | |                                                                                                |                                                                                                |                                                                                                |                                                                                                |
| T2    | Autre : Fréquence d'un bus toutes les 15 à 20 minutes de 06h00 à 20h27. |                                                                                                |                                                                                                |                                                                                                | |                                                                                                |                                                                                                |                                                                                                |                                                                                                |
| T2    | Dernière actualisation : — |                                                                                                |                                                                                                |                                                                                                | |                                                                                                |                                                                                                |                                                                                                |                                                                                                |
| T3    | SAINT-SEBASTIEN - La Musse ↔ EVREUX Centre Ville ⥋ GUICHAINVILLE - Bérou | SAINT-SEBASTIEN - La Musse ↔ EVREUX Centre Ville ⥋ GUICHAINVILLE - Bérou                       | SAINT-SEBASTIEN - La Musse ↔ EVREUX Centre Ville ⥋ GUICHAINVILLE - Bérou                       | SAINT-SEBASTIEN - La Musse ↔ EVREUX Centre Ville ⥋ GUICHAINVILLE - Bérou                       | SAINT-SEBASTIEN - La Musse ↔ EVREUX Centre Ville ⥋ GUICHAINVILLE - Bérou                                         | SAINT-SEBASTIEN - La Musse ↔ EVREUX Centre Ville ⥋ GUICHAINVILLE - Bérou                       | SAINT-SEBASTIEN - La Musse ↔ EVREUX Centre Ville ⥋ GUICHAINVILLE - Bérou                       | SAINT-SEBASTIEN - La Musse ↔ EVREUX Centre Ville ⥋ GUICHAINVILLE - Bérou                       | SAINT-SEBASTIEN - La Musse ↔ EVREUX Centre Ville ⥋ GUICHAINVILLE - Bérou                       |
| T3    | Ouverture / Fermeture 31 Août 2015 / — | Longueur ? km                                                                                  | Durée 50 min                                                                                   | Nb. d’arrêts 35                                                                                | Matériel Mercedes-Benz Citaro C2 , Heuliez GX327 , Heuliez GX317 , Heuliez GX437 , Mercedes-Benz Citaro Facelift | Jours de fonctionnement L, Ma, Me, J, V, S, D                                                  | Jour / Soir / Nuit / Fêtes O / O / N / O                                                       | Voy. / an —                                                                                    | Dépôt Évreux                                                                                   |
| T3    | Desserte : - Communes desservies : Saint-Sébastien-de-Morsent, Évreux et Guichainville. - Principaux arrêts : Jardins d'Alice, Bois Verdier, la Musse, Clos Nord, Mairie, Vallon Fleuri, Hôpital de Navarre, Maréchal Foch, la Harpe, Pôle d'Echanges SNCF, Pierre Sémard, Joliot Curie, Melleville, Mairie, Bérou. |                                                                                                |                                                                                                |                                                                                                | |                                                                                                |                                                                                                |                                                                                                |                                                                                                |
| T3    | Autre : Fréquence d'un bus toutes les 30/35 minutes (aux heures de pointe) et toutes les Heures (le reste de la journée) de 06h05 à 20h08. |                                                                                                |                                                                                                |                                                                                                | |                                                                                                |                                                                                                |                                                                                                |                                                                                                |
| T3    | Dernière actualisation : — |                                                                                                |                                                                                                |                                                                                                | |                                                                                                |                                                                                                |                                                                                                |                                                                                                |
| T4    | SAINT-SEBASTIEN - Les Jardins d'Alice ⥋ NETREVILLE - Cocherel | SAINT-SEBASTIEN - Les Jardins d'Alice ⥋ NETREVILLE - Cocherel                                  | SAINT-SEBASTIEN - Les Jardins d'Alice ⥋ NETREVILLE - Cocherel                                  | SAINT-SEBASTIEN - Les Jardins d'Alice ⥋ NETREVILLE - Cocherel                                  | SAINT-SEBASTIEN - Les Jardins d'Alice ⥋ NETREVILLE - Cocherel                                                    | SAINT-SEBASTIEN - Les Jardins d'Alice ⥋ NETREVILLE - Cocherel                                  | SAINT-SEBASTIEN - Les Jardins d'Alice ⥋ NETREVILLE - Cocherel                                  | SAINT-SEBASTIEN - Les Jardins d'Alice ⥋ NETREVILLE - Cocherel                                  | SAINT-SEBASTIEN - Les Jardins d'Alice ⥋ NETREVILLE - Cocherel                                  |
| T4    | Ouverture / Fermeture 31 Août 2015 / — | Longueur ? km                                                                                  | Durée 38 min                                                                                   | Nb. d’arrêts 29                                                                                | Matériel Mercedes-Benz Citaro C2 , Heuliez GX327 , Heuliez GX317 , Mercedes-Benz Citaro Facelift                 | Jours de fonctionnement L, Ma, Me, J, V, S                                                     | Jour / Soir / Nuit / Fêtes O / O / N / N                                                       | Voy. / an —                                                                                    | Dépôt Évreux                                                                                   |
| T4    | Desserte : - Communes desservies : Saint-Sébastien-de-Morsent, Évreux - Principaux arrêts : Jardins d'Alice, Mairie Saint-Sébastien, Maréchal Foch, la Harpe, Pôle d'Echanges SNCF, Déportés, Modeste Leroy, Cocherel. |                                                                                                |                                                                                                |                                                                                                | |                                                                                                |                                                                                                |                                                                                                |                                                                                                |
| T4    | Autre : Fréquence d'un bus toutes les 15 minutes (aux heures de pointe) et toutes les Heures (le reste de la journée) de 06h52 à 19h43. |                                                                                                |                                                                                                |                                                                                                | |                                                                                                |                                                                                                |                                                                                                |                                                                                                |
| T4    | Dernière actualisation : — |                                                                                                |                                                                                                |                                                                                                | |                                                                                                |                                                                                                |                                                                                                |                                                                                                |
| T5    | CAËR Nord ↔ GRAVIGNY ↔ ÉVREUX Centre Ville ⥋ ARNIERES - Le Moussel | CAËR Nord ↔ GRAVIGNY ↔ ÉVREUX Centre Ville ⥋ ARNIERES - Le Moussel                             | CAËR Nord ↔ GRAVIGNY ↔ ÉVREUX Centre Ville ⥋ ARNIERES - Le Moussel                             | CAËR Nord ↔ GRAVIGNY ↔ ÉVREUX Centre Ville ⥋ ARNIERES - Le Moussel                             | CAËR Nord ↔ GRAVIGNY ↔ ÉVREUX Centre Ville ⥋ ARNIERES - Le Moussel                                               | CAËR Nord ↔ GRAVIGNY ↔ ÉVREUX Centre Ville ⥋ ARNIERES - Le Moussel                             | CAËR Nord ↔ GRAVIGNY ↔ ÉVREUX Centre Ville ⥋ ARNIERES - Le Moussel                             | CAËR Nord ↔ GRAVIGNY ↔ ÉVREUX Centre Ville ⥋ ARNIERES - Le Moussel                             | CAËR Nord ↔ GRAVIGNY ↔ ÉVREUX Centre Ville ⥋ ARNIERES - Le Moussel                             |
| T5    | Ouverture / Fermeture 31 Août 2015 / — | Longueur ? km                                                                                  | Durée 47 min                                                                                   | Nb. d’arrêts 47                                                                                | Matériel Mercedes-Benz Citaro C2 , Heuliez GX327 , Heuliez GX317 , Heuliez GX437 , Mercedes-Benz Citaro Facelift | Jours de fonctionnement L, Ma, Me, J, V, S, D                                                  | Jour / Soir / Nuit / Fêtes O / O / N / O                                                       | Voy. / an —                                                                                    | Dépôt Évreux                                                                                   |
| T5    | Desserte : - Communes desservies : Normanville, Caër, Gravigny, Évreux, Arnières-sur-Iton - Principaux arrêts : Caër Nord, Caër Centre, Cap Caër, Mairie Gravigny, Saint Léger, Oursel, la harpe, Pôle d’Échanges SNCF, Saint-Germain, Place de Navarre, Arnières le Pont, Félix Doucerain, Arnières le Bas, Arnières le Haut, Charles Peguy, Marchand, Iton, Moussel |                                                                                                |                                                                                                |                                                                                                | |                                                                                                |                                                                                                |                                                                                                |                                                                                                |
| T5    | Autre : Fréquence d'un bus toutes les 20/25 à 45 minutes de 06h10 à 19h49 |                                                                                                |                                                                                                |                                                                                                | |                                                                                                |                                                                                                |                                                                                                |                                                                                                |
| T5    | Dernière actualisation : — |                                                                                                |                                                                                                |                                                                                                | |                                                                                                |                                                                                                |                                                                                                |                                                                                                |
| T6    | CENTRE VILLE - Hôtel de Ville ⥋ ANGERVILLE - Les Oiseaux | CENTRE VILLE - Hôtel de Ville ⥋ ANGERVILLE - Les Oiseaux                                       | CENTRE VILLE - Hôtel de Ville ⥋ ANGERVILLE - Les Oiseaux                                       | CENTRE VILLE - Hôtel de Ville ⥋ ANGERVILLE - Les Oiseaux                                       | CENTRE VILLE - Hôtel de Ville ⥋ ANGERVILLE - Les Oiseaux                                                         | CENTRE VILLE - Hôtel de Ville ⥋ ANGERVILLE - Les Oiseaux                                       | CENTRE VILLE - Hôtel de Ville ⥋ ANGERVILLE - Les Oiseaux                                       | CENTRE VILLE - Hôtel de Ville ⥋ ANGERVILLE - Les Oiseaux                                       | CENTRE VILLE - Hôtel de Ville ⥋ ANGERVILLE - Les Oiseaux                                       |
| T6    | Ouverture / Fermeture 31 Août 2015 / — | Longueur ? km                                                                                  | Durée 30 min                                                                                   | Nb. d’arrêts 22                                                                                | Matériel Mercedes-Benz Citaro C2 K , Heuliez GX327 , Heuliez GX317 , Mercedes-Benz Citaro Facelift               | Jours de fonctionnement L, Ma, Me, J, V, S                                                     | Jour / Soir / Nuit / Fêtes O / O / N / N                                                       | Voy. / an —                                                                                    | Dépôt Évreux                                                                                   |
| T6    | Desserte : - Communes desservies : Évreux, Angerville-la-Campagne - Principaux arrêts : Hôtel de Ville, la Harpe, Pôle d’Échanges SNCF, Lycée Aristide Briand, Trangis, Lakanal, Becquerel, Mairie Angerville, les Oiseaux. |                                                                                                |                                                                                                |                                                                                                | |                                                                                                |                                                                                                |                                                                                                |                                                                                                |
| T6    | Autre : Fréquence d'un bus toutes les 30 minutes de 06h05 à 19h34. |                                                                                                |                                                                                                |                                                                                                | |                                                                                                |                                                                                                |                                                                                                |                                                                                                |
| T6    | Dernière actualisation : — |                                                                                                |                                                                                                |                                                                                                | |                                                                                                |                                                                                                |                                                                                                |                                                                                                |
| T7    | NETREVILLE - Pommiers ↔ Long Buisson ↔ ZI°2 ⥋ CENTRE VILLE - Hôtel de Ville (Par la Madeleine) | NETREVILLE - Pommiers ↔ Long Buisson ↔ ZI°2 ⥋ CENTRE VILLE - Hôtel de Ville (Par la Madeleine) | NETREVILLE - Pommiers ↔ Long Buisson ↔ ZI°2 ⥋ CENTRE VILLE - Hôtel de Ville (Par la Madeleine) | NETREVILLE - Pommiers ↔ Long Buisson ↔ ZI°2 ⥋ CENTRE VILLE - Hôtel de Ville (Par la Madeleine) | NETREVILLE - Pommiers ↔ Long Buisson ↔ ZI°2 ⥋ CENTRE VILLE - Hôtel de Ville (Par la Madeleine)                   | NETREVILLE - Pommiers ↔ Long Buisson ↔ ZI°2 ⥋ CENTRE VILLE - Hôtel de Ville (Par la Madeleine) | NETREVILLE - Pommiers ↔ Long Buisson ↔ ZI°2 ⥋ CENTRE VILLE - Hôtel de Ville (Par la Madeleine) | NETREVILLE - Pommiers ↔ Long Buisson ↔ ZI°2 ⥋ CENTRE VILLE - Hôtel de Ville (Par la Madeleine) | NETREVILLE - Pommiers ↔ Long Buisson ↔ ZI°2 ⥋ CENTRE VILLE - Hôtel de Ville (Par la Madeleine) |
| T7    | Ouverture / Fermeture 31 Août 2015 / — | Longueur ? km                                                                                  | Durée 38 min                                                                                   | Nb. d’arrêts 43                                                                                | Matériel Mercedes-Benz Citaro C2 , Heuliez GX327 , Heuliez GX317 , Mercedes-Benz Citaro Facelift                 | Jours de fonctionnement L, Ma, Me, J, V, S                                                     | Jour / Soir / Nuit / Fêtes O / O / N / N                                                       | Voy. / an —                                                                                    | Dépôt Évreux                                                                                   |
| T7    | Desserte : - Commune desservie : Évreux - Principaux arrêts : Pommiers, Henri Dunant, Bois des Communes, Cocherel, Zone commerciale, Kennedy, Rugby, Delaune, Maison des Solidarités, Molière, Trangis, Zone Industrielle n°2, Lycée Aristide Briand, Pôle d’Échanges, la Harpe, Hôtel de Ville. |                                                                                                |                                                                                                |                                                                                                | |                                                                                                |                                                                                                |                                                                                                |                                                                                                |
| T7    | Autre : Fréquence d'un bus toutes les 20 minutes de 06h20 à 18h27. |                                                                                                |                                                                                                |                                                                                                | |                                                                                                |                                                                                                |                                                                                                |                                                                                                |
| T7    | Dernière actualisation : — |                                                                                                |                                                                                                |                                                                                                | |                                                                                                |                                                                                                |                                                                                                |                                                                                                |
| T8    | VILLAGE DE LA FORET - Bruyères ⥋ NETREVILLE - Pommiers | VILLAGE DE LA FORET - Bruyères ⥋ NETREVILLE - Pommiers                                         | VILLAGE DE LA FORET - Bruyères ⥋ NETREVILLE - Pommiers                                         | VILLAGE DE LA FORET - Bruyères ⥋ NETREVILLE - Pommiers                                         | VILLAGE DE LA FORET - Bruyères ⥋ NETREVILLE - Pommiers                                                           | VILLAGE DE LA FORET - Bruyères ⥋ NETREVILLE - Pommiers                                         | VILLAGE DE LA FORET - Bruyères ⥋ NETREVILLE - Pommiers                                         | VILLAGE DE LA FORET - Bruyères ⥋ NETREVILLE - Pommiers                                         | VILLAGE DE LA FORET - Bruyères ⥋ NETREVILLE - Pommiers                                         |
| T8    | Ouverture / Fermeture 31 Août 2015 / — | Longueur ? km                                                                                  | Durée 30 min                                                                                   | Nb. d’arrêts 27                                                                                | Matériel Mercedes-Benz Citaro C2 , Heuliez GX327 , Heuliez GX317 , Heuliez GX437 , Mercedes-Benz Citaro Facelift | Jours de fonctionnement L, Ma, Me, J, V, S                                                     | Jour / Soir / Nuit / Fêtes O / O / N / N                                                       | Voy. / an —                                                                                    | Dépôt Évreux                                                                                   |
| T8    | Desserte : - Commune desservie : Évreux - Principaux arrêts : Bruyères, Lycée Senghor, Trangis, Lycée Aristide Briand, Pôle d'Echanges Jean jaurès, la Harpe, Cathédrale, Pasteur, Pommiers. |                                                                                                |                                                                                                |                                                                                                | |                                                                                                |                                                                                                |                                                                                                |                                                                                                |
| T8    | Autre : Fréquence d'un bus toutes les 20 minutes (aux heures de pointe) et toutes les Heures (le reste de la journée) de 06h20 à 19h28. |                                                                                                |                                                                                                |                                                                                                | |                                                                                                |                                                                                                |                                                                                                |                                                                                                |
| T8    | Dernière actualisation : — |                                                                                                |                                                                                                |                                                                                                | |                                                                                                |                                                                                                |                                                                                                |                                                                                                |
| T9    | Circulaire « LE TOUR D'EVREUX » Bel Ebat ⥋ par le Centre-Ville d'Évreux | Circulaire « LE TOUR D'EVREUX » Bel Ebat ⥋ par le Centre-Ville d'Évreux                        | Circulaire « LE TOUR D'EVREUX » Bel Ebat ⥋ par le Centre-Ville d'Évreux                        | Circulaire « LE TOUR D'EVREUX » Bel Ebat ⥋ par le Centre-Ville d'Évreux                        | Circulaire « LE TOUR D'EVREUX » Bel Ebat ⥋ par le Centre-Ville d'Évreux                                          | Circulaire « LE TOUR D'EVREUX » Bel Ebat ⥋ par le Centre-Ville d'Évreux                        | Circulaire « LE TOUR D'EVREUX » Bel Ebat ⥋ par le Centre-Ville d'Évreux                        | Circulaire « LE TOUR D'EVREUX » Bel Ebat ⥋ par le Centre-Ville d'Évreux                        | Circulaire « LE TOUR D'EVREUX » Bel Ebat ⥋ par le Centre-Ville d'Évreux                        |
| T9    | Ouverture / Fermeture 31 Août 2015 / — | Longueur ? km                                                                                  | Durée 20 min                                                                                   | Nb. d’arrêts 14                                                                                | Matériel Citaro C2 K                                                                                             | Jours de fonctionnement L, Ma, Me, J, V, S                                                     | Jour / Soir / Nuit / Fêtes O / O / N / N                                                       | Voy. / an —                                                                                    | Dépôt Évreux                                                                                   |
| T9    | Desserte : - Commune desservie : Évreux - Arrêts Desservis : Bel Ébat, Président Huet, Victor Hugo, Pannette, Jardin Botanique, Pôle d’Échanges SNCF, Pôle d’Échanges Jean Jaurès, Jardin Botanique, la Harpe, Hôtel de Ville, Oursel, la Vierge, Préfecture, Rochette, Cora. - Remarques : |                                                                                                |                                                                                                |                                                                                                | |                                                                                                |                                                                                                |                                                                                                |                                                                                                |
| T9    | Autre : Fréquence d'un bus toutes les 30 minutes de 07h30 à 19h30. |                                                                                                |                                                                                                |                                                                                                | |                                                                                                |                                                                                                |                                                                                                |                                                                                                |
| T9    | Dernière actualisation : — |                                                                                                |                                                                                                |                                                                                                | |                                                                                                |                                                                                                |                                                                                                |                                                                                                |
| T10   | ÉVREUX - Pôle d'Echanges SNCF ⥋ SAINT MICHEL - Jean Rostand | ÉVREUX - Pôle d'Echanges SNCF ⥋ SAINT MICHEL - Jean Rostand                                    | ÉVREUX - Pôle d'Echanges SNCF ⥋ SAINT MICHEL - Jean Rostand                                    | ÉVREUX - Pôle d'Echanges SNCF ⥋ SAINT MICHEL - Jean Rostand                                    | ÉVREUX - Pôle d'Echanges SNCF ⥋ SAINT MICHEL - Jean Rostand                                                      | ÉVREUX - Pôle d'Echanges SNCF ⥋ SAINT MICHEL - Jean Rostand                                    | ÉVREUX - Pôle d'Echanges SNCF ⥋ SAINT MICHEL - Jean Rostand                                    | ÉVREUX - Pôle d'Echanges SNCF ⥋ SAINT MICHEL - Jean Rostand                                    | ÉVREUX - Pôle d'Echanges SNCF ⥋ SAINT MICHEL - Jean Rostand                                    |
| T10   | Ouverture / Fermeture 10 Juillet 2017 / — | Longueur ? km                                                                                  | Durée ? min                                                                                    | Nb. d’arrêts 26                                                                                | Matériel Citaro C2 K , Heuliez GX327                                                                             | Jours de fonctionnement L, Ma, Me, J, V, S                                                     | Jour / Soir / Nuit / Fêtes O / O / N / N                                                       | Voy. / an —                                                                                    | Dépôt Évreux                                                                                   |
| T10   | Desserte : - Commune desservie : Évreux - Principaux arrêts : Pôle d’Échanges Jeans Jaurès, la Harpe, Hôtel de Ville, Saint-Sauveur, Côte Monduit, Doucerain, Panorama, René Cassin, Jean Rostand. - Remarques : à la suite des travaux de la côte Henri-Mouduit, le Quartier de Saint-Michel était provisoirement desservie par la Ligne T26 pendant la durée de Travaux. En 2017, en conséquence à la réouverture de la côte Monduit, la ligne provisoire T26 change son tracé et devient définitive en s'appelant T10. |                                                                                                |                                                                                                |                                                                                                | |                                                                                                |                                                                                                |                                                                                                |                                                                                                |
| T10   | Autre : Fréquence d'un bus toutes les ? à ? minutes de 06h25 à 19h24. |                                                                                                |                                                                                                |                                                                                                | |                                                                                                |                                                                                                |                                                                                                |                                                                                                |
| T10   | Dernière actualisation : — |                                                                                                |                                                                                                |                                                                                                | |                                                                                                |                                                                                                |                                                                                                |                                                                                                |

#### Matériel roulant
Le parc de Trans Urbain est constitué en 2016 de 49 bus dont 2 articulés, 42 standards, 2 midibus, 1 minibus 9 places et 2 minibus PMR. Au 31 décembre 2014, la moyenne d'âge des 47 véhicules était de 7,8 ans. Les véhicules utilisés sont les suivants :
| Constructeur      | Modèle             | Type             | Nombre | Dates de livraison                 | Numéros de parc                                                        | Observations et particularités                            |
| ----------------- | ------------------ | ---------------- | ------ | ---------------------------------- | ---------------------------------------------------------------------- | --------------------------------------------------------- |
| Heuliez Bus       | GX 327             | Autobus standard | 18     | 2005, 2007, 2008 et de 2010 à 2013 | 01, 02, 03, 04, 05, 09, 10, 11, 12, 14, 15, 16, 17, 18, 19, 20, 71, 72 |                                                           |
| Heuliez Bus       | GX 317             | Autobus standard | 13     | 1996, 1997, 2001, 2002 et 2004     | 52, 53, 55, 61, 62, 63, 64, 65, 66, 67, 68, 69, 70                     |                                                           |
| Mercedes-Benz Bus | Citaro C1 Facelift | Autobus standard | 5      | 2006 et 2009                       | 07, 08, 73, 74, 75                                                     |                                                           |
| Mercedes-Benz Bus | Citaro C1          | Autobus standard | 4      | 1999 et 2000                       | 56, 57, 58, 59                                                         |                                                           |
| Mercedes-Benz Bus | Citaro C2          | Autobus standard | 4      | 2015                               | 21, 22, 23, 24                                                         |                                                           |
| Mercedes-Benz Bus | Citaro C2 K        | Midibus          | 2      | 2016                               | 25, 26                                                                 |                                                           |
| Renault V.I.      | Agora S            | Autobus standard | 1      | 2001                               | 60                                                                     |                                                           |
| Heuliez Bus       | GX 427             | Autobus articulé | 2      | 2009 et 2011                       | 06, 13                                                                 |                                                           |
| Vehixel           | M City             | Minibus          | 1      | 2014                               | 80                                                                     | Aménagement par Vehixel sur la base du Renault Master III |
| Fiat              | Ducato III         | Minibus          | 1      | 2012                               | 95                                                                     |                                                           |
| Renault           | Master II          | Minibus          | 1      | 2006                               | 96                                                                     |                                                           |
| Mercedes-Benz     | Sprinter           | Minibus          | 1      | 2002                               | 97                                                                     |                                                           |

### Taxi-bus

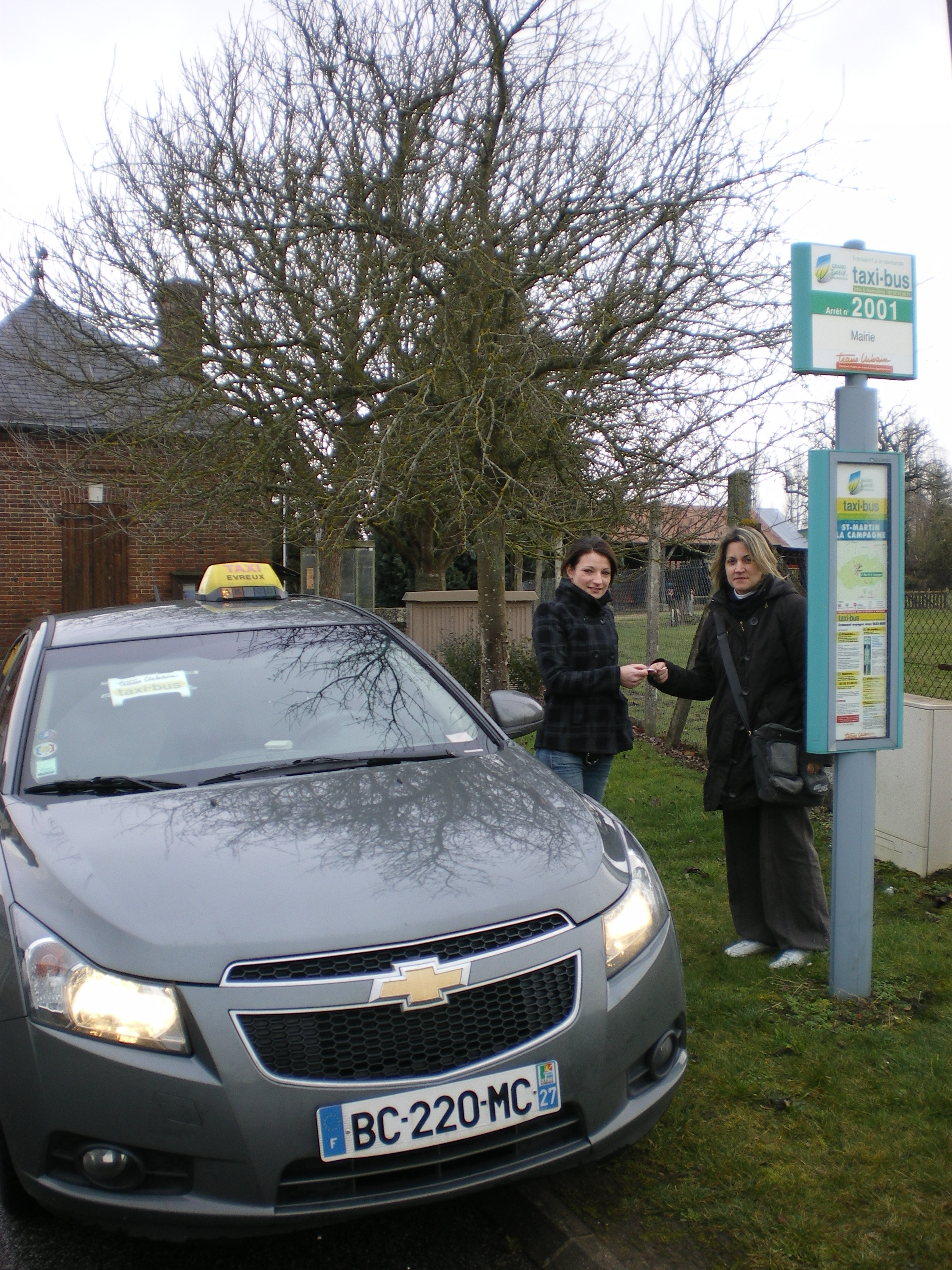
Une voiture du Taxi-bus.

Taxi-bus est un service de transport à la demande organisé avec les artisans transporteurs et taxis du secteur et destiné à rompre l'isolement des habitants des communes d'Évreux Portes de Normandie non desservies par le réseau d'autobus.
Instauré en 2002, le réseau de Taxi-bus est utilisé dans le cadre d'un service de transport à la demande. Ils desservent 37 communes rurales du territoire d'Évreux Portes de Normandie. Ce service compte sept lignes (15, 20, 30, 40, 50, 60 et 70).
La réservation se fait par téléphone au 02.32.31.00.21.

### Service PMR («Personne à mobilité réduite»)

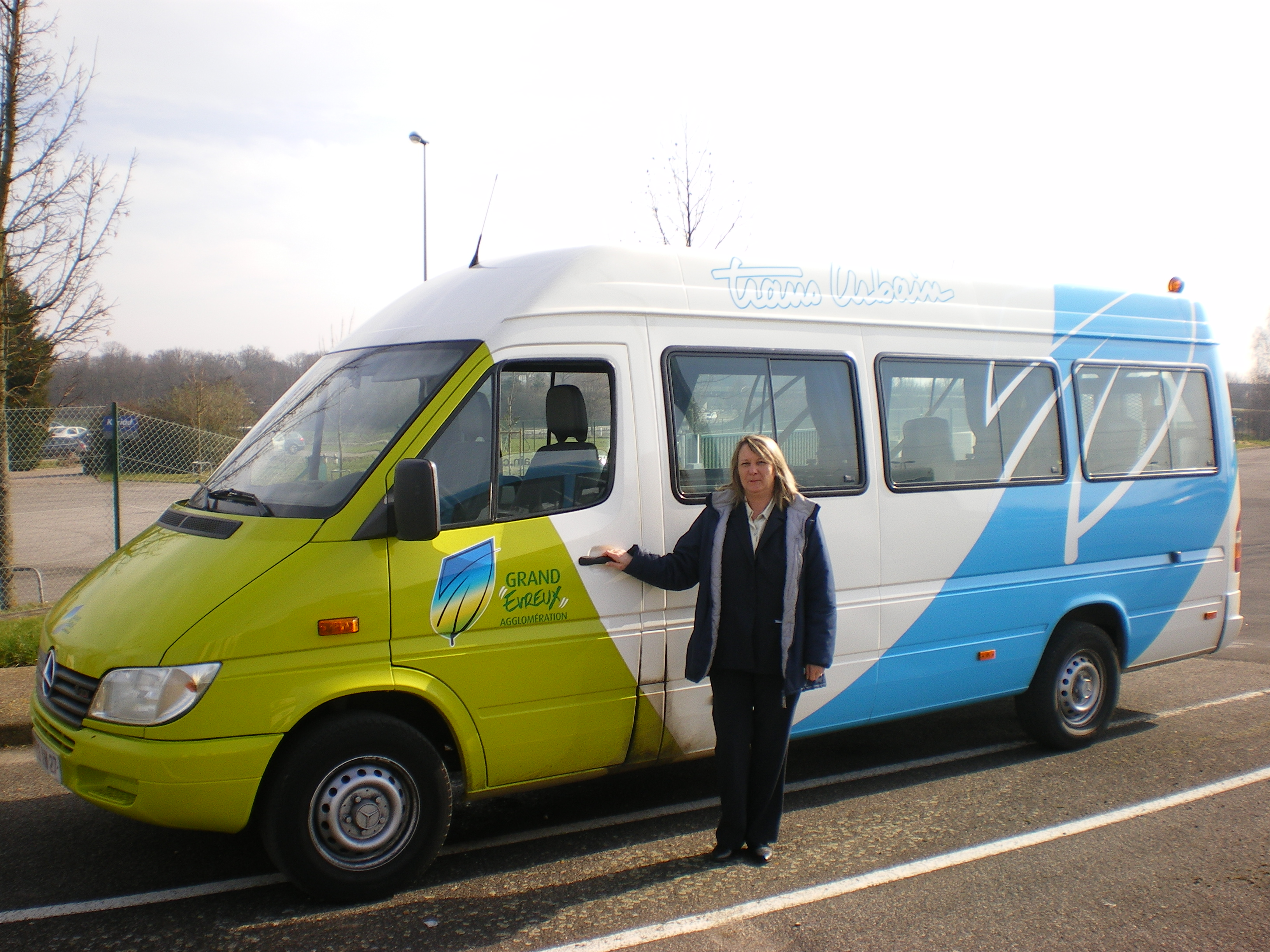
Un minibus du service PMR.

Réservé aux personnes en situation de handicap, le service de transport spécifique PMR (Personne à Mobilité réduite) permet aux personnes en situation de handicap, qui ne peuvent emprunter les lignes régulières du réseau, de se déplacer sur les 37 communes d'Évreux Portes de Normandie au prix du ticket à l'unité.
Le transport des personnes à mobilité réduite est un service destiné aux personnes de tout âge, titulaires d’une carte d’invalidité de 80 %. Pour en bénéficier, il faut au préalable réaliser une demande d'accès au service auprès du service Mobilités Durables d'Évreux Portes de Normandie. Les déplacements sont assurés de porte à porte, sans accompagnement à l’intérieur des bâtiments, qu’ils soient privés ou publics.
Les prises en charge, du lundi au samedi de 7 h 0 à 18 h 30, sont possibles exclusivement sur réservation au 02.32.31.00.21.